# 大庸球蛛
大庸球蛛（学名：Theridion dayongensis）为球蛛科球蛛属的动物。在中国大陆，分布于湖南等地，多生活于稻丛中部的枯叶与茎杆缝内。该物种的模式产地在湖南大庸。